# Hypomares vittatus
Hypomares vittatus är en skalbaggsart som beskrevs av Aurivillius 1893. Hypomares vittatus ingår i släktet Hypomares och familjen långhorningar.
Artens utbredningsområde är Gabon. Inga underarter finns listade i Catalogue of Life.